# Рахманинов, Иван Иванович
Ива́н Ива́нович Рахма́нинов (29 августа [10 сентября] 1826, Казинка, Тамбовская губерния — 4 [16] декабря 1897, Киев) — русский математик, заслуженный профессор, декан физико-математического факультета и ректор Киевского университета (в 1881—1883). Член Санкт-Петербургского математического общества. Тайный советник.

## Биография
Происходил из тамбовской ветви старинного дворянского рода Рахманиновых. Родился 29 августа (10 сентября) 1826 года в Казинке Козловского уезда Тамбовской губернии (ныне Старая Казинка в Мичуринском районе Тамбовской области). Отец, Иван Николаевич Рахманинов был женат на Софье Ивановне Гохфельд, дочери Ивана Ивановича Гохфельда (1764 — после 1817) — военного врача, начальника карантинов Таврической губернии, который был женат на дочери Георга-Фридриха Бунге, Екатерине (1764—?). Имел старшую сестру Варвару (в замужестве Терпигорева, мать Сергея Николаевича Терпигорева) и братьев: Николая (?—1887) и Фёдора (?—1881). Фёдор служил в Петербургской криминальной палате, затем в департаменте Министерства юстиции и 1860—1862 годах был цензором Министерства народного просвещения. Николай после выхода в отставку штаб-ротмистром поселился в имении отца вблизи с. Новое Гаритово.
Учился в 3-й Московской гимназии, но окончил в 1843 году 1-ю Московскую гимназию. В 1848 году окончил физико-математический факультет Московского университета со степенью кандидата, а в 1852 году в том же университете защитил диссертацию на степень магистра математических наук «Теория вертикальных водяных колес», удостоенную поощрительной Демидовской премии и почетного отзыва Академии наук.
В 1853 году был определён адъюнктом по кафедре прикладной математики в университете Св. Владимира, а в 1856 году удостоен степени доктора математических наук и астрономии за сочинение «Основания теории относительного движения и некоторые её приложения, как примеры» (не напечатано). В 1857 году был утверждён экстраординарным профессором по кафедре прикладной математики. В 1858 году получил учёную командировку в Германию, Францию и Англию на полтора года, затем продолженную министром народного просвещения на полгода для посещения Соединенных Штатов Америки. В декабре 1860 года был утверждён ординарным профессором по занимаемой им кафедре. В 1862 году был командирован с учёной целью и для обозрения Лондонской всемирной выставки в Англию и Францию на 4 месяца; в 1867 году участвовал в работе съезда естествоиспытателей в Санкт-Петербурге. Неоднократно читал публичные курсы по практической механике.
Был деканом физико-математического факультета с 1868 по 1875 год и с 7 апреля 1880 по 5 мая 1881 года, проректором с 1875 по 1879 год и ректором с 3 апреля 1881 по 18 февраля 1883 года.
С 18 февраля 1878 года состоял в звании заслуженного ординарного профессора; с 24 декабря 1871 года — действительный статский советник, 1 января 1892 года пожалован в тайные советники. В апреле 1884 года был избран депутатом от университета для присутствия на праздновании 300-летнего юбилея Эдинбургского университета. В память пятидесятилетия университета св. Владимира в 1884 году пожертвовал 5000 рублей для учреждения премии своего имени за лучшее сочинение в области математических или естественных наук.
Умер 4 (16) декабря 1897 года в Киеве. Похоронен был в усадьбе Ивановка Тамбовской губернии.

## Награды
- Орден Святой Анны 2-й ст. (1865)
- Орден Святого Владимира 3-й ст. (1874)
- Высочайшее благоволение за труды по пересмотру общего устава Императорских университетов 1863 г. (1877)
- Орден Святого Станислава 1-й ст. (1878)
- Орден Святой Анны 1-й ст. (01.01.1882)
- Орден Святого Владимира 2-й ст. (1896)
- медаль «В память войны 1853—1856 гг.»
- медаль «В память царствования императора Александра III»
- знак отличия беспорочной службы за XL лет

Иностранные:
- сербский орден Святого Саввы 2-й ст.

## Семья
Был женат с 1863 года на Екатерине Павловне Чеснок (?—1873), дочери генерал-майора Павла Ивановича Чеснока и Терезии Ивановны, урождённой княжны Божулич-Найден. Его сын:
- Иван (1873—1963), окончил Коллегию Павла Галагана (1893) и медицинский факультет университета Св. Владимира[4]. Врач. Почетный попечитель Киевской 3-й гимназии в 1905—1917 годах[5].